# Jumeaux
Jumeaux [ʒymo] ist eine französische Gemeinde im Département Puy-de-Dôme in der Region Auvergne-Rhône-Alpes mit 563 Einwohnern (Stand: 1. Januar 2022). Die Gemeinde gehört zum Arrondissement Issoire und zum Kanton Brassac-les-Mines (bis 2015: Kanton Jumeaux). 

## Geographie
Jumeaux liegt etwa 43 Kilometer südsüdöstlich von Clermont-Ferrand am Ufer des Allier. Umgeben wird Jumeaux von den Nachbargemeinden Auzat-la-Combelle im Norden und Westen, Esteil im Nordosten, Saint-Jean-Saint-Gervais im Osten, Vézézoux im Süden sowie Brassac-les-Mines im Westen und Südwesten.

## Bevölkerungsentwicklung
| Jahr                       | 1962 | 1968 | 1975 | 1982 | 1990 | 1999 | 2006 | 2018 |
| Einwohner                  | 954  | 947  | 888  | 774  | 674  | 671  | 672  | 612  |
| Quellen: Cassini und INSEE |      |      |      |      |      |      |      |      |

## Sehenswürdigkeiten
- Église de la Nativité-de-la-Bienheureuse-Vierge-Marie (Kirche Mariä Geburt)